# Victor Eftimiu
Victor Eftimiu (ur. 24 stycznia 1889 w Boboshticy k. Korczy, Albania, zm. 27 listopada 1972) – rumuński poeta, dramaturg i autor opowiadań, pochodzenia albańskiego.
Urodził się na terenie dzisiejszej Albanii, ale w 1905 wraz z rodziną przeniósł się do Rumunii. Był tłumaczem dzieł Sofoklesa i Puszkina na język rumuński.

## Tomiki poezji
- 1912: Poemele singurătății
- 1958: Odă limbii române
- 1961: Minciuni terestre
- 1964: Poezii